# Panamerikanische Spiele 2007/Badminton

Badminton wurde bei den Panamerikanischen Spielen 2007  im Riocentro Sports Complex, Pavillon 4B, in Rio de Janeiro gespielt. Die Wettkämpfe dauerten vom 14. bis 19. Juli.

## Teilnehmer
14 Länder nahmen teil. Sie entsendeten 40 Männer und 33 Frauen.
| - Argentinien (ARG): 2 M, 0 F - Barbados (BAR): 2 M, 1 F - Brasilien (BRA): 4 M, 4 F - Kanada (CAN): 4 M, 4 F - Chile (CHI): 1 M, 1 F - Kuba (CUB): 2 M, 4 F - Ecuador (ECU): 1 M, 1 F | - Guatemala (GUA): 4 M, 4 F - Jamaika (JAM): 2 M, 0 F - Mexiko (MEX): 4 M, 4 F - Peru (PER): 4 M, 4 F - Suriname (SUR): 2 M, 0 F - Trinidad und Tobago (TRI): 4 M, 2 F - Vereinigte Staaten (USA): 4 M, 4 F |

## Medaillengewinner
| Disziplin    | Gold                         | Silber                          | Bronze                                   |
| ------------ | ---------------------------- | ------------------------------- | ---------------------------------------- |
| Herreneinzel | Mike Beres                   | Kevin Cordón                    | Eric Go                                  |
| Herreneinzel | Mike Beres                   | Kevin Cordón                    | Rodrigo Pacheco                          |
| Dameneinzel  | Eva Lee                      | Charmaine Reid                  | Sarah MacMaster                          |
| Dameneinzel  | Eva Lee                      | Charmaine Reid                  | Claudia Rivero                           |
| Herrendoppel | Mike Beres William Milroy    | Howard Bach Khankham Malaythong | Guilherme Kumasaka Guilherme Pardo       |
| Herrendoppel | Mike Beres William Milroy    | Howard Bach Khankham Malaythong | Erick Anguiano Pedro Yang                |
| Damendoppel  | Eva Lee Mesinee Mangkalakiri | Fiona McKee Charmaine Reid      | Kuei Ya Chen Jamie Subandhi              |
| Damendoppel  | Eva Lee Mesinee Mangkalakiri | Fiona McKee Charmaine Reid      | Jie Meng Valeria Rivero                  |
| Mixed        | Howard Bach Eva Lee          | Mike Beres Valérie Loker        | Khankham Malaythong Mesinee Mangkalakiri |
| Mixed        | Howard Bach Eva Lee          | Mike Beres Valérie Loker        | Rodrigo Pacheco Claudia Rivero           |

## Medaillenspiegel
| Platz  | Land               |   |   |    | Gesamt |
| ------ | ------------------ | - | - | -- | ------ |
| 1      | Vereinigte Staaten | 3 | 1 | 3  | 7      |
| 2      | Kanada             | 2 | 3 | 1  | 6      |
| 3      | Guatemala          | 0 | 1 | 1  | 2      |
| 4      | Peru               | 0 | 0 | 4  | 4      |
| 5      | Brasilien          | 0 | 0 | 1  | 1      |
| Gesamt | Gesamt             | 5 | 5 | 10 | 20     |